# Viviparie

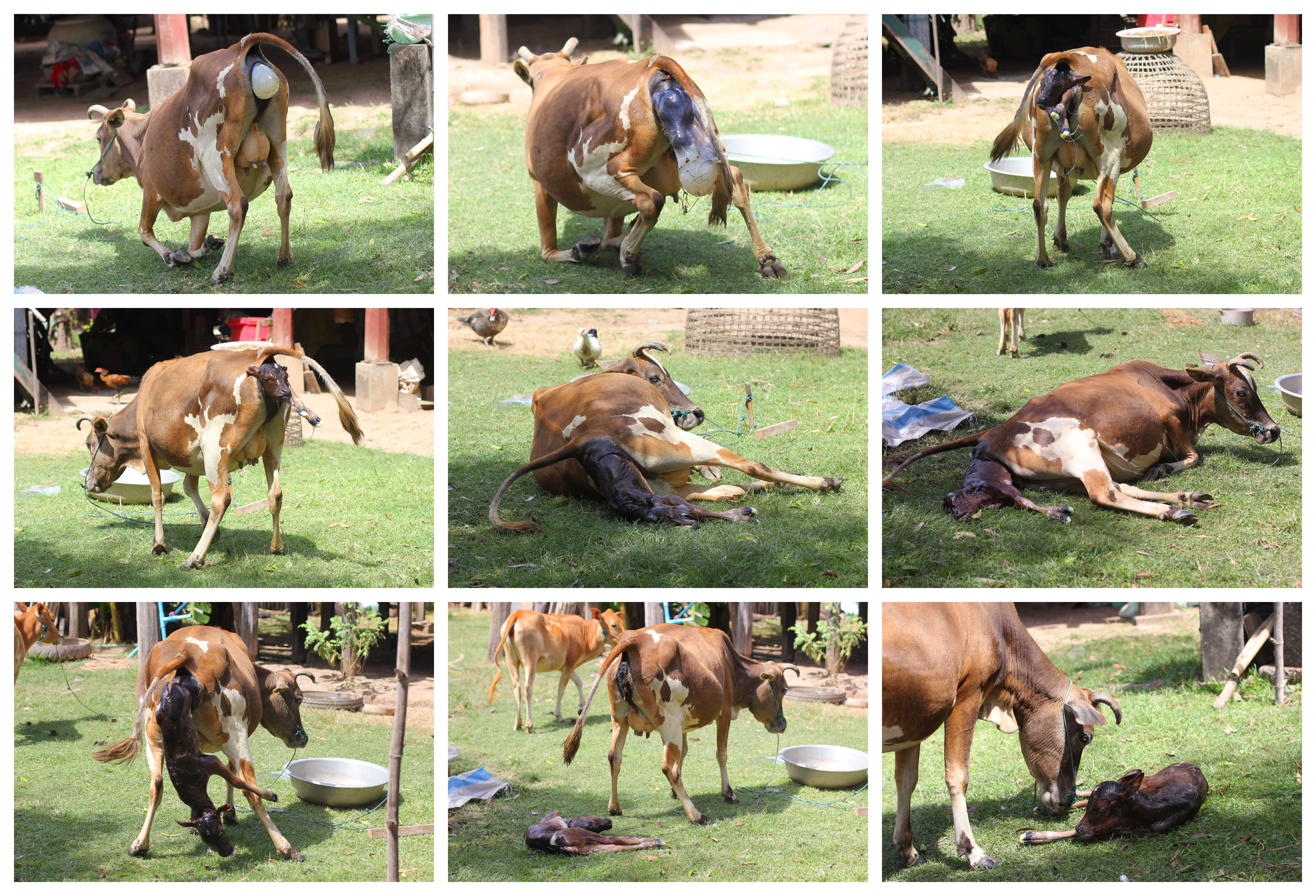
Het rund is levendbarend

Viviparie, vivipariteit of levendbarendheid is het direct levend ter wereld komen van juvenielen uit de moeder.

## Dieren
Bij dieren is dit een relatief normaal verschijnsel, hoewel de meeste soorten ovipaar ofwel eierleggend zijn. De bekendste vivipare dieren zijn zoogdieren, die nagenoeg allemaal levendbarend zijn. Uitzondering vormen de eierleggende cloacadieren als het vogelbekdier en de mierenegels. Viviparie komt ook bij andere diersoorten voor, zoals haaien, enkele reptielen (skinken, sommige slangen) en sommige rondwormen.
Een tussenvorm is ovoviviparie (eierlevendbarend) waarbij het moederdier wel eieren maakt die echter geen placenta-achtige structuur hebben en het embryo dus niet tijdens de groei kunnen voeden. De eieren blijven in het lichaam van de moeder totdat ze uitkomen. Van een harde of stevige schaal is dan meestal geen sprake, de jongen komen in een dun vliesje ter wereld. Vrijwel alle diersoorten die levendbarend zijn, kennen een vorm van broedzorg en zorgen een tijdje voor het nageslacht. 
Bij dieren is viviparie altijd een geslachtelijke vorm van vermeerdering.
Facultatieve viviparie treedt op bij sommige soorten rondwormen, waarbij de larven de moeder van binnen uit opeten en daarna de overgebleven huid van de dode moeder verlaten.

## Planten
Bij viviparie droogt het zaad aan het eind van de ontwikkeling niet uit en kiemt direct zonder kiemrust. Viviparie kan alleen optreden bij vochtrijke vruchten of als er voldoende vocht aanwezig is door regen, omdat het kiemende zaad voor de kieming en groei vocht nodig heeft. Onder andere de vochtrijke citrusvruchten chayote takako kennen dit verschijnsel. Het komt ook voor bij granen zoals tarwe en wordt dan schot genoemd.

### Valse viviparie
Met viviparie wordt ook wel een andere vorm van vermeerdering aangeduid, namelijk het uitlopen van jonge scheuten in de bloeiwijze of aan de bladranden van de moederplant, bijvoorbeeld bij Kalanchoe daigremontiana. Ook broedbollen zoals die voorkomen bij onder andere sint-jansui, kraailook en knolduizendknoop zijn een vorm van valse vivipara.

### Afbeeldingen

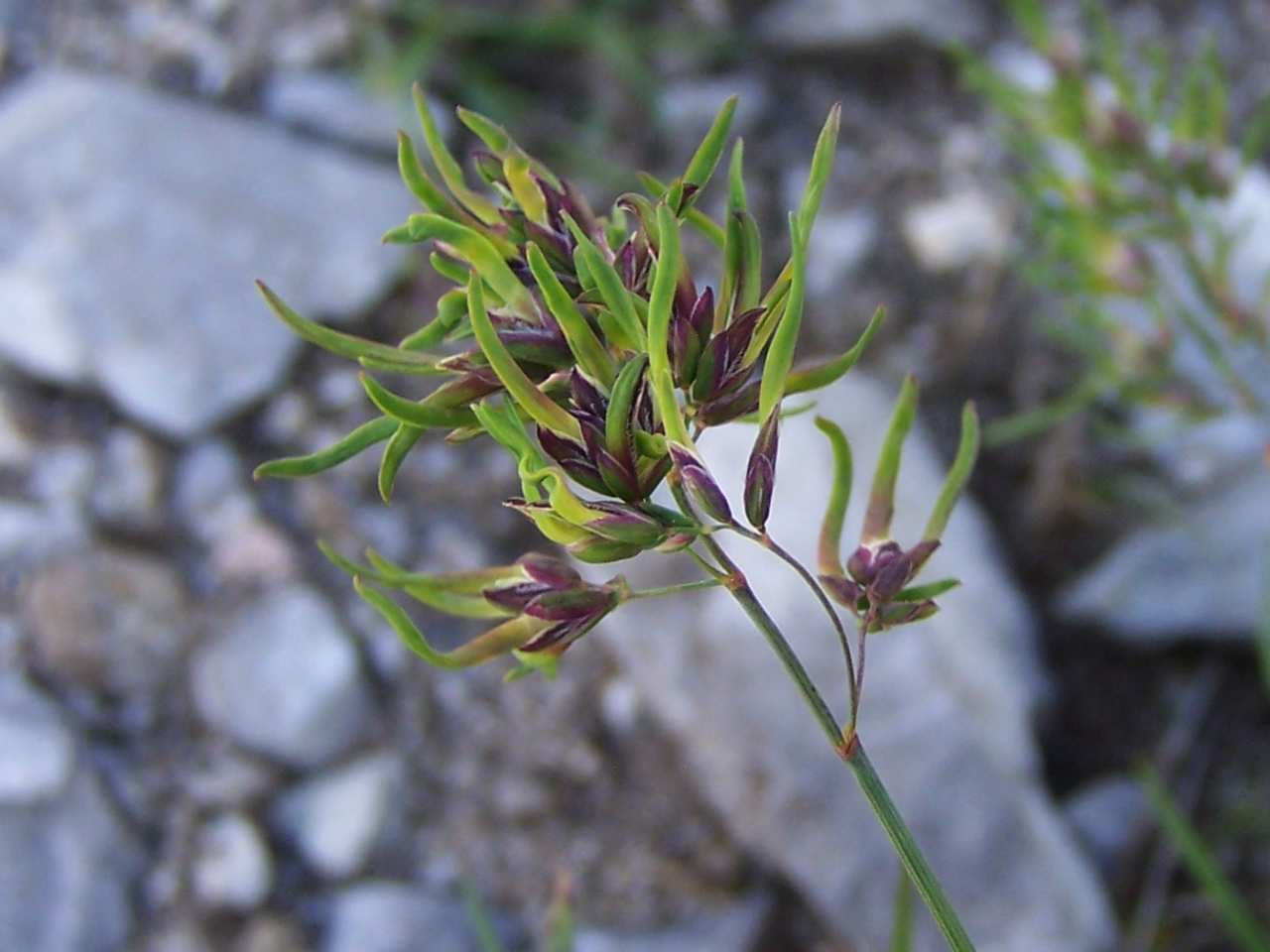
Viviparie bij Alpenbeemdgras (Poa alpina)
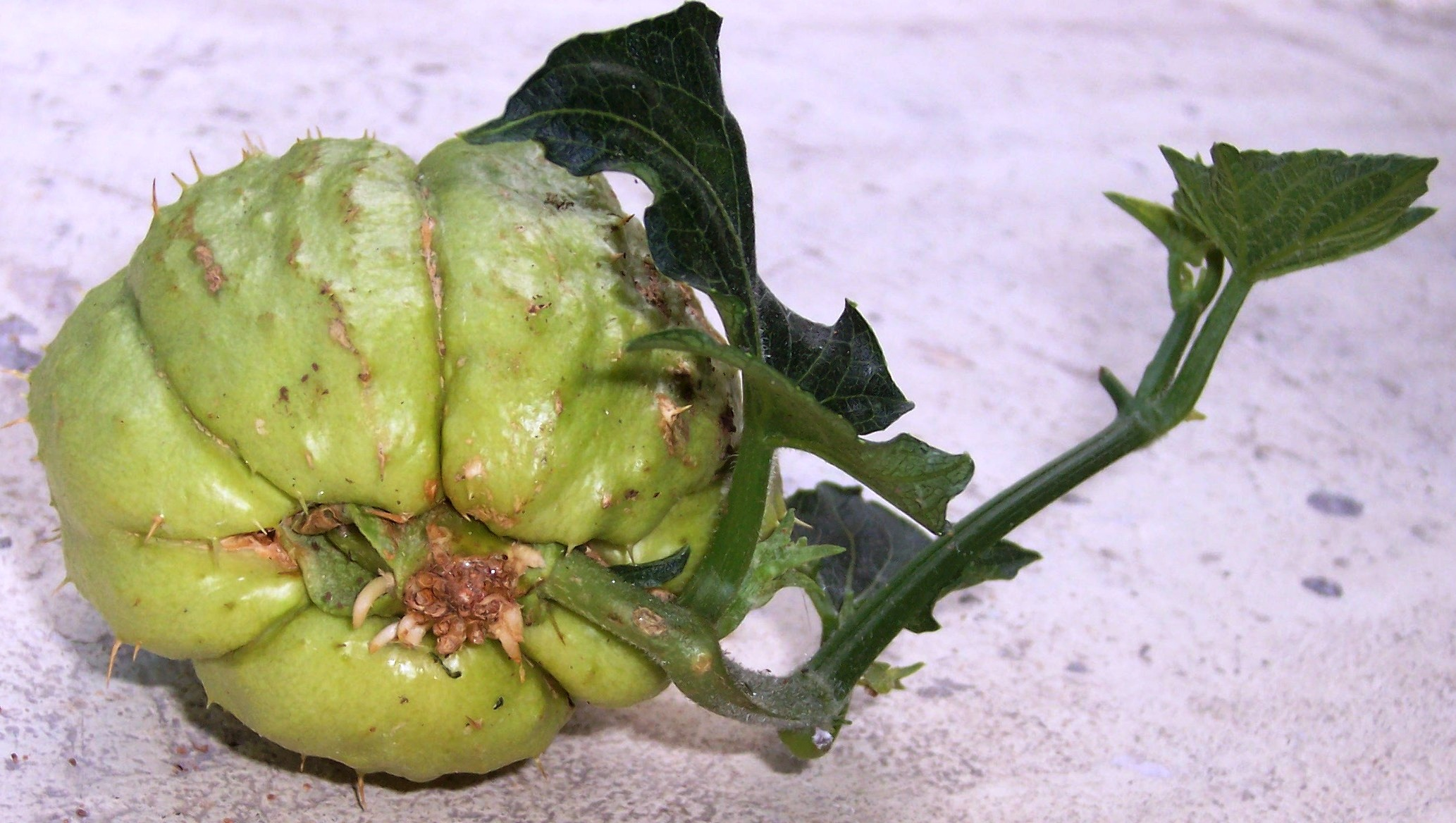
Viviparie bij chayote  (Sechium edule)
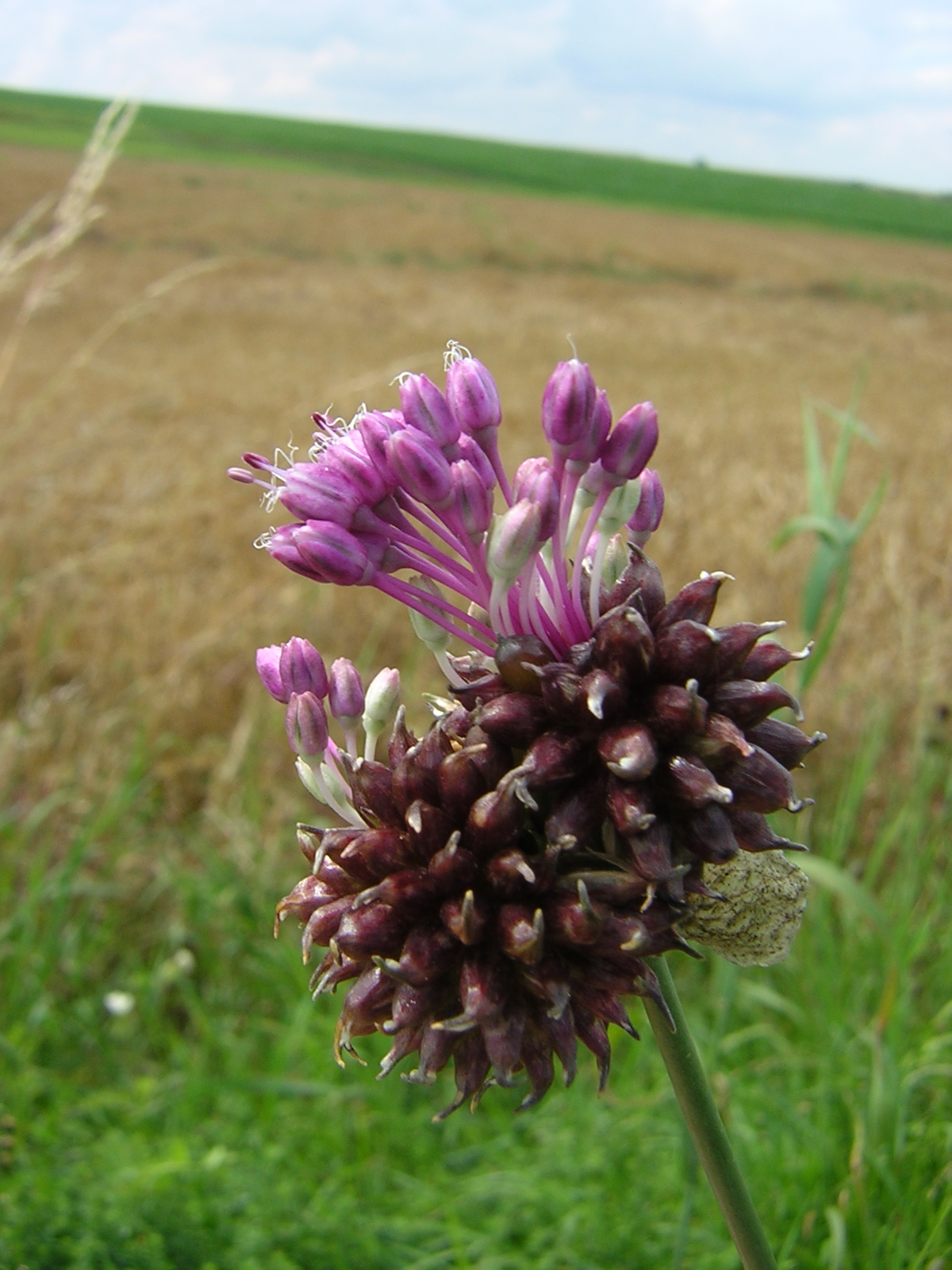
Broedbolletjes bij kraailook (Allium vineale)
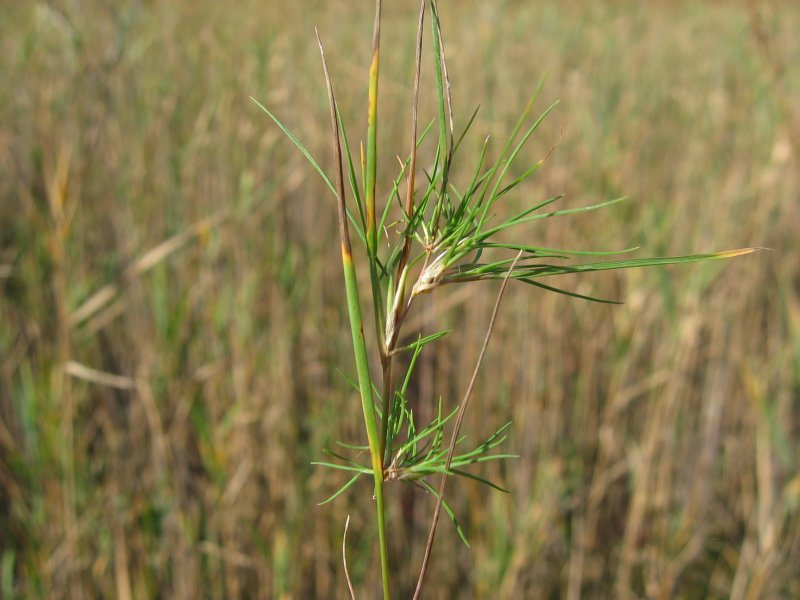
Valse viviparie bij moerasstruisgras (Agrostis canina)
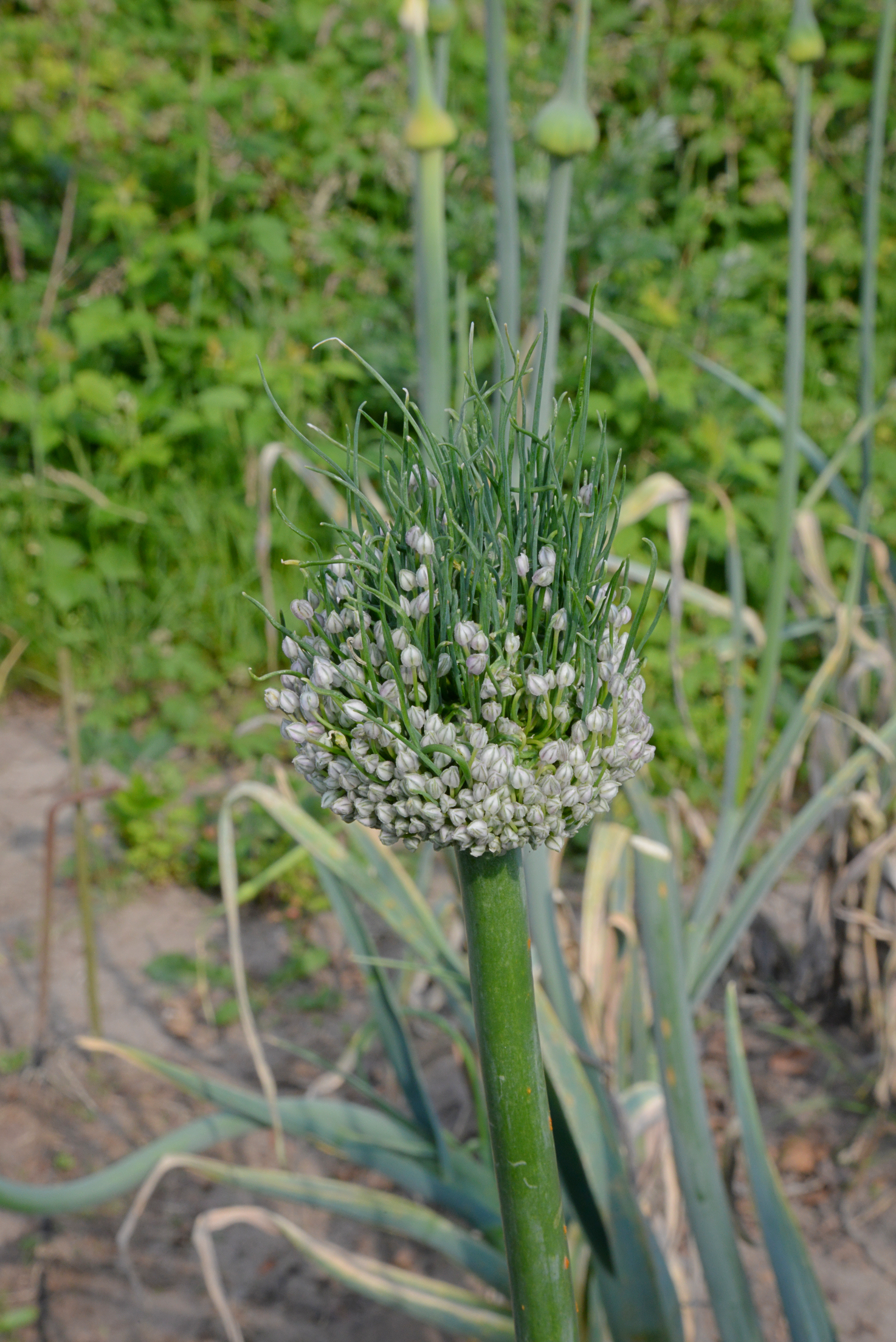
Valse viviparie bij prei (Allium ampeloprasum var. porrum)
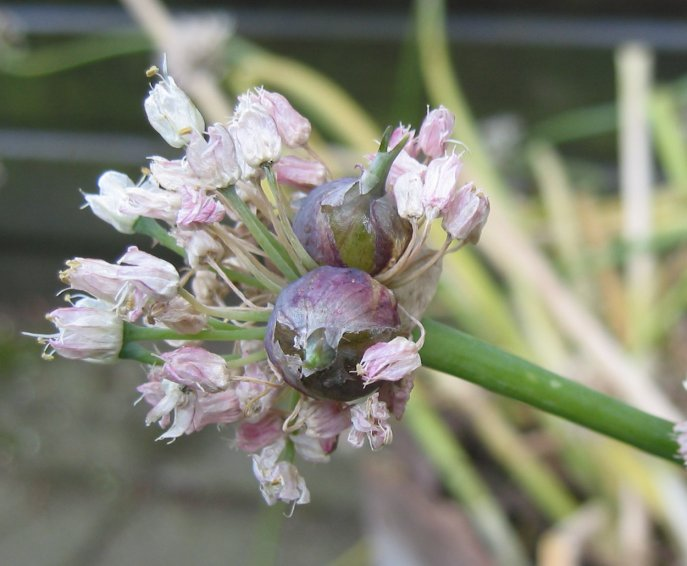
Broedbolletjes bij sint-jansui (Allium fistulosum var. bulbifera)